# Årdal
Gmina Årdal (norw. Årdal kommune) – norweska gmina leżąca w regionie Sogn og Fjordane. Jej siedzibą jest miasto Årdalstangen.
Årdal jest 107. norweską gminą pod względem powierzchni.

## Demografia
Według danych z roku 2005 gminę zamieszkuje 5631 osób, gęstość zaludnienia wynosi 5,75 os./km². Pod względem zaludnienia Årdal zajmuje 176. miejsce wśród norweskich gmin.
| ludność stan na 1 stycznia 2005 |         |           |       |
|                                 | kobiety | mężczyźni | razem |
| osób                            | 2853    | 2778      | 5631  |
| %                               | 50,67%  | 49,33%    | 100%  |

| wykształcenie stan na 1 października 2004 |        |         |        |        |
|                                           | podst. | średnie | wyższe | niezn. |
| osób                                      | 1036   | 2787    | 674    | 82     |
| %                                         | 22,63% | 60,86%  | 14,72% | 1,79%  |

## Edukacja
Według danych z 1 października 2004:
- liczba szkół podstawowych (norw. grunnskolar): 2
- liczba uczniów szkół podst.: 725

## Władze gminy
Według danych na rok 2011 administratorem gminy (norw. rådmann) jest Terje Moe, natomiast burmistrzem (norw. ordfører, d. borgermester) jest Arild Ingar Lægreid.